# Julie Bergen
Julie Bergen (geb. vor 1967 in Norddeutschland) ist eine deutsche Sängerin, die hauptsächlich in französischer Sprache Chansons singt.

## Biografie
1967 veröffentlichte sie ihre erste Platte (EP) unter dem Label Magellan (von Barclay Records vertriebene LPs) mit den Liedern Le chemin de ton coeur, Couleurs de notre amour, Droles de garçons und Le cerf-volant. 1969 veröffentlichte Julie Bergen die Single L’oiseau sur la branche, die ihr größter Erfolg wurde. 1970 nahm sie mit Menningen an der französischen Qualifikation zum Eurovision Song Contest teil, wo sie bis ins Viertelfinale kam, und ging mit dem Sänger Antoine auf Tournee durch Frankreich.
1971 begab sich Bergen auf eine ausgedehnte Tournee durch Europa und Kanada und veröffentlichte das Album Julie Bergen mit den Singles Chante avec l’amour, L’oiseau rare, Ring et Bang und Le même automne. 1972 kam die Single Blueberry River heraus, auf dem sie in deutscher Sprache sang. 1995 gab sie Konzerte in Neuseeland.
Julie Bergen lebt in Frankfurt am Main.